# جرمی پوپ (بازیگر)
جرمی پوپ (انگلیسی: Jeremy Pope؛ زادهٔ ۹ ژوئیهٔ ۱۹۹۲) بازیگر و خوانندهٔ آمریکایی است. او ششمین شخص در تاریخ جوایز تونی است که در یک سال در دو بخش برای اجرای جداگانه نامزد شده‌اند. در سال ۲۰۲۰، او در مینی‌سریال نتفلیکس، هالیوود، بازی کرد که باعث شد نامزد جایزهٔ ساعات پربیننده ۲۰۲۰ برای بازیگر برجسته نقش اول شود. او برای نقش‌آفرینی در درام بازرسی (۲۰۲۲) نامزد دریافت جایزهٔ گلدن گلوب بهترین بازیگر مرد – فیلم موزیکال یا کمدی شد.